# Carex globularis
Carex globularis je druh jednoděložné rostliny z čeledi šáchorovité (Cyperaceae), rodu ostřice (Carex).

## Popis
Jedná se o rostlinu dosahující výšky nejčastěji 20–60 cm. Je vytrvalá, velmi řídce trsnatá, s oddenky, ze kterých vyrůstají výběžky. Listy jsou střídavé, přisedlé, s listovými pochvami. Lodyha je trojhranná, chabá, nahoře trochu drsná, stejně dlouhá nebo o něco delší než listy. Bazální pochvy jsou červenohnědé, vytváří síťku. Čepele jsou nejčastěji 1–2 mm široké. Dolní listen má čepel kratší než květenství, je téměř bez pochvy. Carex globularis patří mezi různoklasé ostřice, nahoře je klásek převážně samčí, dolní klásky jsou pak čistě samičí. Samčí klásek je jeden, je téměř přisedlý. Samičích klásků je nejčastěji 2–3, jsou podlouhlé, vejčité až polokulovité, 5–12 mm dlouhé, dolní je krátce stopkatý, ostatní jsou přisedlé. Okvětí chybí. V samčích květech jsou zpravidla 3 tyčinky. Blizny jsou většinou 3. Plodem je mošnička, která je 2,5–3 mm dlouhá, zelenohnědá, široce obvejčitá až široce eliptická, hustě pýřitá, mnohožilná, na vrcholu je krátký zobánek. Každá mošnička je podepřená plevou, která je za zralosti žlutohnědá až hnědá, na okraji s membránovitým okrajem, kratší než mošnička.

## Rozšíření ve světě
Carex globularis je euroasijský druh, roste ve Skandinávii a severovýchodní Evropě, na jihozápad vzácně zasahuje až do Polska, dále se vyskytuje na Sibiři a Dálném Východě, zasahuje až do Koreje, Číny a Japonska.